# Separat
L'Organizzazione dei Rivoluzionari Internazionali (ORI), chiamata impropriamente Separat ("separato", in tedesco) dal nome del fascicolo che la riguardava negli archivi della STASI, nota anche come gruppo Carlos, è stata un'organizzazione terroristica di estrema sinistra nata in Germania Ovest con funzione di rete internazionale sia mercenaria sia ideologica, fondata e diretta dal venezuelano Ilich Ramírez Sánchez (soprannominato Carlos lo Sciacallo), e attiva a livello mondiale tra gli anni '70 e '90 del XX secolo. Essa era legata da stretti rapporti alle Revolutionäre Zellen, al KGB, al Fronte Popolare per la Liberazione della Palestina e alla STASI, ma anche, secondo alcuni, alle Brigate Rosse e ai servizi segreti libici.

## Storia
La fondazione risale a un periodo tra il 1976 e il 1978, composta da ex membri di frange dei gruppi mediorientali del Fronte Popolare per la Liberazione della Palestina (FPLP) e di quello di Wadie Haddad (ex del FPLP).
Dagli anni '90, con l'arresto dei principali leader nel corso degli anni, e la lenta decadenza dell'alleato FPLP a favore di altre organizzazioni palestinesi, come il gruppo di Abu Nidal prima, e Hamas e Jihad islamico palestinese successivamente, si è delineato il definitivo declino di Separat e il suo smantellamento.

## Caratteristiche
Ispirata inizialmente al marxismo-leninismo, dopo la conversione di Carlos all'Islam (da allora si dichiara "marxista islamico") Separat ha subito un più netto avvicinamento all'Organizzazione per la Liberazione della Palestina e con il terrorismo palestinese, anche di ispirazione islamica, sostenendo politicamente il leader dell'OLP e futuro Presidente dell'Autorità Nazionale Palestinese, Yasser Arafat (che insignì Carlos della cittadinanza palestinese onoraria), fino alla rottura del FPLP con quest'ultimo, dopo gli accordi di Oslo con Israele. Carlos, condannato all'ergastolo in Francia, ha espresso parole di elogio anche per al-Qaida e Osama bin Laden.

## Attività
Questa rete agì in stretta collaborazione, fornendo manovalanza esterna e supporto logistico e organizzativo (sia per semplice ideologia comune, sia come mercenari), con il KGB sovietico, la STASI della Germania Est e altri servizi segreti (come quelli della Libia di Gheddafi) oltre che con il FPLP (suo principale alleato, dato che Carlos ne faceva altresì parte direttamente e personalmente, anche se per un periodo ne fu espulso), in particolare con la frazione libanese diretta da George Habbash. Ebbe altresì rapporti con membri dell'estrema sinistra terroristica italiana, come esponenti delle Brigate Rosse, e tedeschi (Rote Armee Fraktion, Revolutionäre Zellen).

## Attentati famosi
Separat è considerata responsabile di numerosi attentati e omicidi: il suo leader, Carlos, è stato giudicato responsabile, come esecutore materiale, di cinque omicidi accertati, ma è stato indagato per i suoi coinvolgimenti in molte attività illegali e terroristiche, spesso a fianco di gruppi di estrema sinistra. In totale viene considerato responsabile di 11 morti e 150 feriti, anche se qualcuno sostiene che i morti siano 80. In un'intervista al quotidiano venezuelano El Nacional, lui stesso ha ammesso di essere stato all’origine, come mandante o ispiratore, di un centinaio di attacchi che hanno provocato la morte di un numero compreso tra le 1.500 e le 2.000 persone, ma ha riconosciuto «appena 200 vittime civili», come «errori minori».

### Attacchi in Francia
Tra le azioni attribuite, alcuni gravi attentati sui treni in Francia, e l'assalto alla sede dell'OPEC; tra i primi anche un tentato attentato della stazione Saint-Charles di Marsiglia, in cui, comunque, una valigia di esplosivo con un timer lasciata da terroristi di Separat (tra cui lo stesso Carlos) uccise 5 persone e ne ferì 50 (31 dicembre 1983, ore 20:09). Tutti questi attentati furono effettuati come ritorsione all'arresto della moglie di Carlos, Magdalena Kopp.

### Il coinvolgimento nel massacro di Monaco
Precedentemente alla fondazione di Separat, alcuni suoi futuri militanti tra cui Carlos stesso, sono stati accusati di aver collaborato con Settembre Nero nel massacro di Monaco del 1972, ma la CIA ne ha poi escluso il coinvolgimento.

### Il presunto coinvolgimento nella strage di Bologna
Secondo alcune piste investigative, l'organizzazione sarebbe stata coinvolta anche con la strage di Bologna, ufficialmente attribuita alla strategia della tensione, in particolare al gruppo neofascista dei Nuclei Armati Rivoluzionari (NAR), anche se Carlos non è mai stato indagato ufficialmente. Interrogato a proposito, Carlos si è dichiarato più volte innocente, accusando spesso non i neofascisti condannati, ma la CIA, l'organizzazione Gladio e il Mossad, poi ha cambiato versione, accusando i servizi segreti militari statunitensi, ammettendo che il suo esplosivo era stato fatto esplodere da loro, per danneggiare la resistenza palestinese.
L'ex presidente della Repubblica Francesco Cossiga, inizialmente sostenitore della pista fascista, ha invece poi attribuito (durante gli ultimi anni della sua vita) a Carlos e al FPLP, il sanguinoso attentato delle ore 10:25 del 2 agosto 1980, costato 85 morti e più di 200 feriti, affermando che fosse stato "un incidente della resistenza palestinese", mentre la commissione Mitrochin, attingendo a documenti del KGB e della Stasi, lo definì una ritorsione per la rottura del "lodo Moro" con l'arresto l'8 novembre 1979, ad Ortona, dei membri di Autonomia Operaia Daniele Pifano, capo del collettivo autonomo del Policlinico di Roma, del medico Giorgio Baumgartner e del tecnico radiologo Giuseppe Luciano Nieri, che stavano trasportando due missili terra-aria spalleggiabili Strela-2 di fabbricazione sovietica (noto anche come SA-7 "Grail" in codice NATO); seguito qualche giorno più tardi, il 13 novembre 1979, a Bologna, da quello di Abu Anzeh Saleh, un militante di Separat e del FPLP, garante per la consegna dei missili (destinati alla resistenza palestinese) sulla nave mercantile Sidon, battente bandiera libanese, attraccata al molo di Ortona, dove avrebbero dovuto essere presi in carico dal trafficante di armi siriano Nabil Kaddoura, imbarcato come ufficiale di macchina sulla Sidon, e solo in seguito arrestato a Parigi dalla polizia francese su segnalazione dell’Interpol di Roma, il 28 maggio 1981.
Ai depistaggi per coprire l'accordo segreto con i palestinesi è stata legata, in un'ipotesi, la scomparsa dei giornalisti Italo Toni e Graziella De Palo in Libano nel 1980, con possibile coinvolgimento del FPLP. L'UCIGOS avvertì il governo italiano di possibili ritorsioni palestinesi o di loro alleati, e il leader del FPLP Habbash avrebbe minacciato per telefono Francesco Cossiga. Questi avvertimenti furono ignorati e Separat avrebbe quindi compiuto la strage di Bologna, i cui effetti furono molto più gravi di Marsiglia, a causa del sovraffollamento della stazione nell'ora di punta, e dell'imprevisto crollo della ala ovest della sala d'aspetto (mentre a Marsiglia la bomba esplose pochi secondi prima dell'arrivo del treno, minimizzando le vittime e i danni per puro caso). Carlos avrebbe affidato l'esecuzione a Thomas Kram, ritenuto il suo esplosivista, assieme a Christa Margot Frohlich. Il primo era a Bologna il 2 agosto, ma rientrò poi subito a Berlino Est ed entrambi sono stati indagati dalla procura di Bologna. Come quello di Marsiglia, l'esplosione fu il risultato di un ordigno a tempo, contenuto in una valigia abbandonata su un tavolino.
All'atto delle indagini la pista palestinese si è rivelata del tutto inconsistente e nel 2015 viene definitivamente archiviata.

## Persone legate o associate a Separat
- Ilich Ramírez Sánchez detto Carlos (comandante)
- Magdalena Kopp (1948-2015) detta Lillie (prima moglie di Carlos, membro di RZ - Revolutionäre Zellen, cellula di Francoforte)[18]
- Valerio Morucci[1] detto Pecos e Matteo (membro delle BR, capo della colonna romana che rapì e uccise Aldo Moro)
- Thomas Kram[6] detto Lazlo (membro di RZ)
- Christa Margot Frohlich detta Heidi (membro di RZ)[18]
- Johannes Weinrich detto Steve (vice-comandante)[1]
- Giorgio Bellini detto Roberto[1]
- Berta Martina Kohmer, detta Sally[1]
- Bruno Breguet (1950-1995) detto Luka[1]
- Abu Anzeh Saleh (membro del FPLP)[19]